# Paz Yrarrázaval

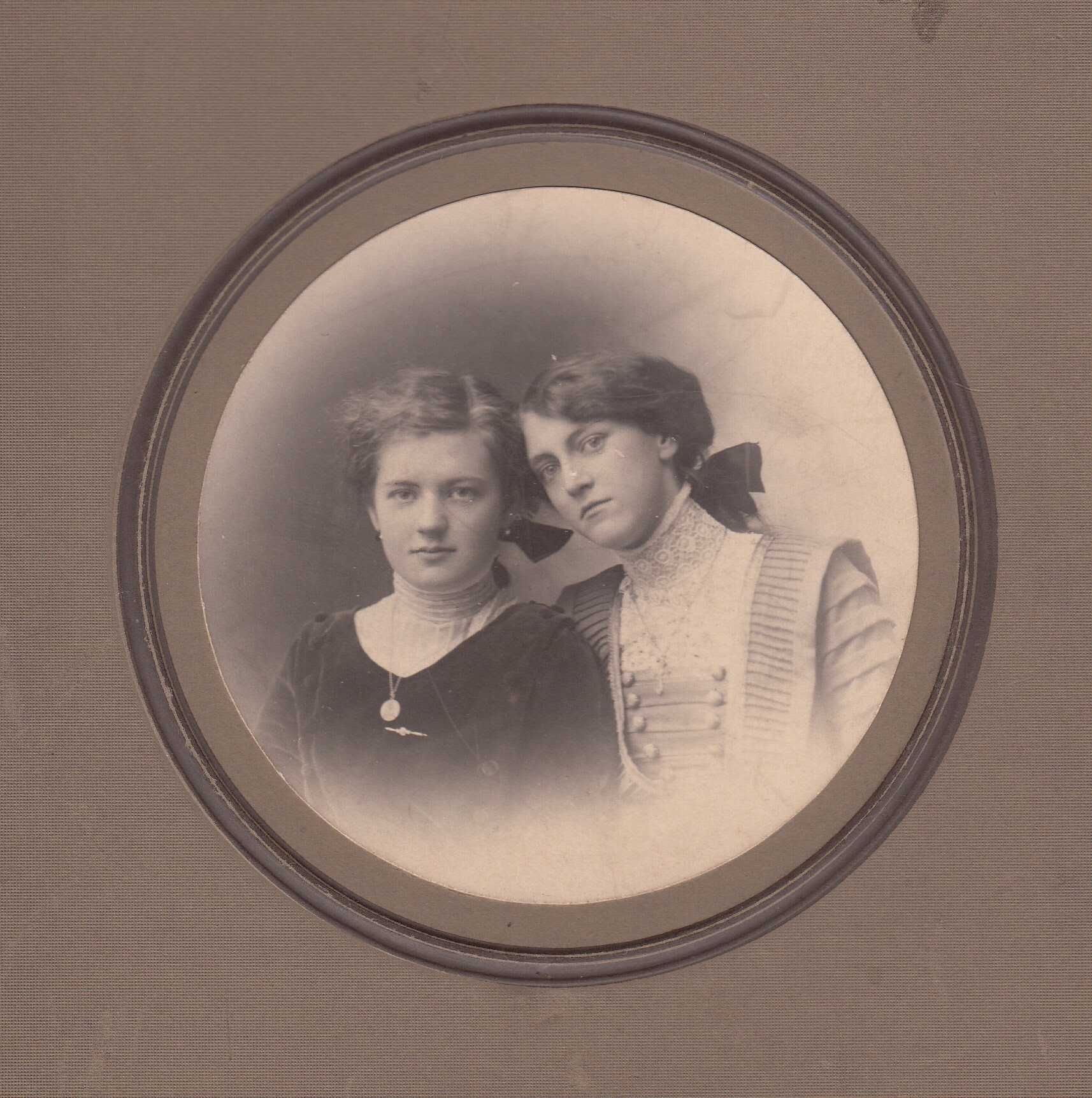
Su madre Ana Donoso Foster
y Elena Errázuriz Mackenna.

Paz Yrarrázaval Donoso (Santiago, 16 de mayo de 1931-ibídem, 11 de abril de 2010) fue una actriz, directora de teatro y académica chilena. 

## Biografía
Fue hija del abogado y político, Joaquín Yarrázaval Larraín, y de Ana Donoso Foster, fue la menor de diez hermanos. Era nieta paterna del juez y político José Miguel Yrarrázaval Larraín.A través de la hermana de su madre, Margarita, era sobrina de Luis Subercaseaux Errázuriz, diplomático y atleta. La familia Yrarrázaval Donoso residió en el Palacio Smith Miller, propiedad originaria de Josué Smith Solar, en el acomodado Barrio República de Santiago.
Cursó sus estudios primarios y secundarios en el Colegio Villa María Academy. En 1952 ingresó a la Academia de Arte Dramático del Teatro de Ensayo de la Pontificia Universidad Católica de Chile. En 1954, un año antes de egresar, debutó con la obra de teatro Martín Rivas. "Ella fue la primera en romper un esquema, por que éramos las "niñitas bien" que se decidían por el arte", recuerda su compañera Violeta Vidaurre.

## Carrera artística
Su voz y su estampa elegante la llevaron a interpretar a mujeres de carácter. Al año siguiente de su debut fundó la compañía Ictus donde montó "La cantante calva". Ella misma decidió el nombre del emblemático grupo. También fundó el Teatro de Cámara.
En 1979 asumió la dirección de la Escuela de Teatro UC y la dirección artística de la compañía Teatro UC, en reemplazado de Eugenio Dittborn Pinto, cargo que ocupó hasta 1983. Yrarrázaval fue la primera mujer en el cargo. En 1990, asumió por segundo período la dirección de la escuela, hasta 1996.
"Era una gran dama, muy estricta", comenta Liliana Ross, quien agrega: "A pesar de su opción política de derecha, durante los 70 ella fue la primera en levantarse y pedir que se eliminaran las listas negras para los actores".
Entre sus actuaciones incluyen las producciones La madrastra, La gran mentira, La represa, La torre 10, Marta a las Ocho, Mi nombre es Lara, Teresa de los Andes y su último trabajo en televisión, Oro verde (1997).
"Amaba el teatro y su familia y se dedicó a cuidar a su madre", revela Ana María Palma sobre su tía, quien no tuvo hijos y nunca se casó. "Eso no fue un tema para ella, porque siempre decía que era una amante de la libertad. Se sabía una mujer independiente".
Sobre sí misma opinaba así: "A pesar de todo el trabajo, siempre fui floja, y le pedía a Dios levantarme tarde o no levantarme nunca más. Finalmente me escuchó", con esas palabras, la actriz
Paz Yrarrázaval se refería a la artritis reumatoide que la aquejó por casi una década. En sus últimas palabras con "El Mercurio" en marzo pasado, la actriz también aprovechó de hablar de su estado: "Soy una vieja mañosa, y no es necesario que se preocupen por mí". Seguidora de La Divina Misericordia, falleció el mismo día de la celebración católica. Además, todos los días recibía la Comunión en su propia casa. "Rezo para que no haya sufrimiento en el mundo. Lo del terremoto me pareció espantoso, aunque a estas alturas ya no les tengo miedo. Veo las noticias todos los días, y creo que el periodismo está muy exagerado. La gente no necesita que la asusten, necesita fe". ¿Y extraña el mundo del teatro?: "Le he repetido varias veces que no. Fue una etapa hermosa de mi vida, pero hay que ubicarse".

## Muerte
Yrarrázaval, que sufría de una artritis reumatoide, murió en su departamento en Providencia el 11 de abril de 2010, a la edad de 78 años, acompañada de su nana. Su funeral se celebró en la iglesia de la Anunciación en la plaza Pedro de Valdivia y fue sepultada en el Cementerio Católico de la capital chilena.

## Legado
La Escuela de Teatro UC de Campus Oriente (Pontificia Universidad Católica de Chile) rebautizó en 2013 una de sus salas como “Sala N°4 Paz Yrarrázaval”, en conmemoración a los setenta años de su fundación.

## Filmografía

### Cine
| Películas | Películas           | Películas | Películas     |
| Año       | Título              | Rol       | Director      |
| --------- | ------------------- | --------- | ------------- |
| 1970      | El libro de Job     |           | Orlin Corey   |
| 1972      | La tierra prometida |           | Miguel Littín |

### Telenovelas
| Teleseries | Teleseries                                   | Teleseries                                | Teleseries |
| Año        | Teleserie                                    | Rol                                       | Canal      |
| ---------- | -------------------------------------------- | ----------------------------------------- | ---------- |
| 1972       | La sal del desierto                          | Encarnación Amunátegui                    | TVN        |
| 1975       | La pérgola de la flores (teleteatro chileno) | Laura Riesco                              | TVN        |
| 1976       | Sol tardío                                   | Flora                                     | TVN        |
| 1977       | La colorina                                  | Ana María Covarrubias                     | TVN        |
| 1981       | La madrastra                                 | Leticia Jaramillo                         | Canal 13   |
| 1982       | La gran mentira                              | Rosario                                   | TVN        |
| 1983       | La represa                                   | Olga                                      | TVN        |
| 1984       | La Torre 10                                  | Virginia Wilson                           | TVN        |
| 1985       | Marta a las ocho                             | Amelia Prado                              | TVN        |
| 1985       | Morir de amor                                | Pilar Vildósola                           | TVN        |
| 1987       | Mi nombre es Lara                            | Carmen Mondetti                           | TVN        |
| 1988       | Bellas y audaces                             | Olaya Ravel                               | TVN        |
| 1988       | Las dos caras del amor                       | Margarita Valdivieso                      | TVN        |
| 1989       | Teresa de los Andes                          | Hermana María Josefina del Espíritu Santo | TVN        |
| 1994       | Rompecorazón                                 | Candelaria Subercaseaux                   | TVN        |
| 1997       | Oro verde                                    | Leonor Undurraga / Orlando Undurraga      | TVN        |